# Echinopsis escayachensis
Echinopsis escayachensis ist eine Pflanzenart aus der Gattung Echinopsis in der Familie der Kakteengewächse (Cactaceae). Das Artepitheton escayachensis verweist auf das Vorkommen der Art bei Escayache in der bolivianischen Provinz Eustaquio Méndez.

## Beschreibung
Echinopsis escayachensis wächst baumförmig, verzweigt von der Basis aus und erreicht Wuchshöhen von 3 bis 4 Metern. Die zylindrischen Triebe sind mehr oder weniger aufrecht und weisen Durchmesser 30 bis 40 Zentimeter auf. Es sind 14 bis 16 Rippen vorhanden, die bis zu 2 Zentimeter hoch sind. Die auf ihnen befindlichen grauen Areolen stehen 1,5 bis 2 Zentimeter voneinander entfernt. Die aus ihnen entspringenden pfriemlichen Dornen sind grau. Der einzelne Mitteldorn ist 4 bis 6 Zentimeter lang. Die neun bis zwölf Randdornen weisen eine Länge von 2 bis 4 Zentimeter auf.
Die trichterförmigen, weißen Blüten sind 15 bis 17 Zentimeter lang. Die kugelförmigen, dunkelgrünen Früchte erreichen Durchmesser von bis zu 5 Zentimeter.

## Verbreitung und Systematik
Echinopsis escayachensis ist im bolivianischen Departamento Tarija in der Provinz Eustaquio Méndez verbreitet.
Die Erstbeschreibung als Trichocereus escayachensis durch Martín Cárdenas wurde 1963 veröffentlicht. Heimo Friedrich und Gordon Douglas Rowley stellten die Art 1974 in die Gattung Echinopsis. Ein weiteres nomenklatorisches Synonym ist Helianthocereus escayachensis (Cárdenas) Backeb. (1966).

## Nachweise